# Sh2-174
Sh2-174 è una nebulosa planetaria visibile nella costellazione di Cefeo.
Si tratta di una delle nebulose planetarie più settentrionali della volta celeste; si individua circa 3° a nord di Alrai, la γ Cephei ed è visibile nelle foto a lunga posa riprese con un potente telescopio amatoriale. La sua declinazione fortemente settentrionale fa sì che possa essere osservata quasi esclusivamente dall'emisfero boreale, dove per altro si presenta circumpolare fino alle latitudini tropicali.
La nube, catalogata come una nebulosa a emissione generica negli anni sessanta, non ha mai mostrato segni di formazione stellare in atto, né era nota la stella ionizzatrice dei suoi gas; nel corso degli anni novanta è stata avanzata l'ipotesi che si trattasse di una nebulosa planetaria, la cui stella centrale è col tempo sgusciata all'esterno dell'involucro gassoso da essa stessa creato, dato che le sue dimensioni erano troppo piccole per trattarsi di una regione H II, ma paragonabili a quelle di una normale nebulosa planetaria. Questa stella ionizzatrice sarebbe la nana bianca catalogata come GD 561, posta al di fuori della nube. La distanza, da cui sono state derivate le dimensioni, è stata ottenuta tramite lo studio della velocità radiale, ed è indicata attorno ai 300 parsec (circa 980 anni luce).